# Nakučani (Šabac)
Pour les articles homonymes, voir Nakučani.
Nakučani (en serbe cyrillique : Накучани) est un village de Serbie situé sur le territoire de la ville de Šabac, district de Mačva. Au recensement de 2011, il comptait 548 habitants.

## Démographie
| 1948  | 1953  | 1961 | 1971 | 1981 | 1991 | 2002 | 2011 |
| ----- | ----- | ---- | ---- | ---- | ---- | ---- | ---- |
| 1 038 | 1 057 | 996  | 936  | 749  | 700  | 640  | 548  |

|  |